# Фізаліс перуанський
Фізаліс перуанський, міхунка перуанська, міхунка їстівна (Physalis peruviana) — вид високих трав'янистих рослин з роду фізаліс родини пасльонових. Інші назви «капський агрус», «перуанська вишня», «ягода інків», «велетенська земляна вишня», «помідор еспанський».

## Опис
Плодова чагарникова рослина. Заввишки досягає не більше 1,6 м. Має серцеподібні зубчасті оксамитові листя завдовжки від 6 до 15 см, завширшки від 4 до 10 см. Квітки жовтого кольору, за формою дзвоноподібні, мають 5 темних фіолетово-коричневих плям. Чашечка багрянисто-зелена, пухнаста.
Плід являє собою кулясту ягоду діаметром від 1,25 до 2 см, вагою до 35 г. Шкірочка плоду помаранчево-жовтого кольору, гладенька і глянсова. М'якоть соковита, містить в собі численні жовтуваті насіння невеликого розміру. Зрілі плоди на смак солодкі, мають приємний виноградний присмак. Плоди цієї рослини містяться в лушпинну неїстівну жорстку оболонку, яка утворюється з зрощених чашолистків.

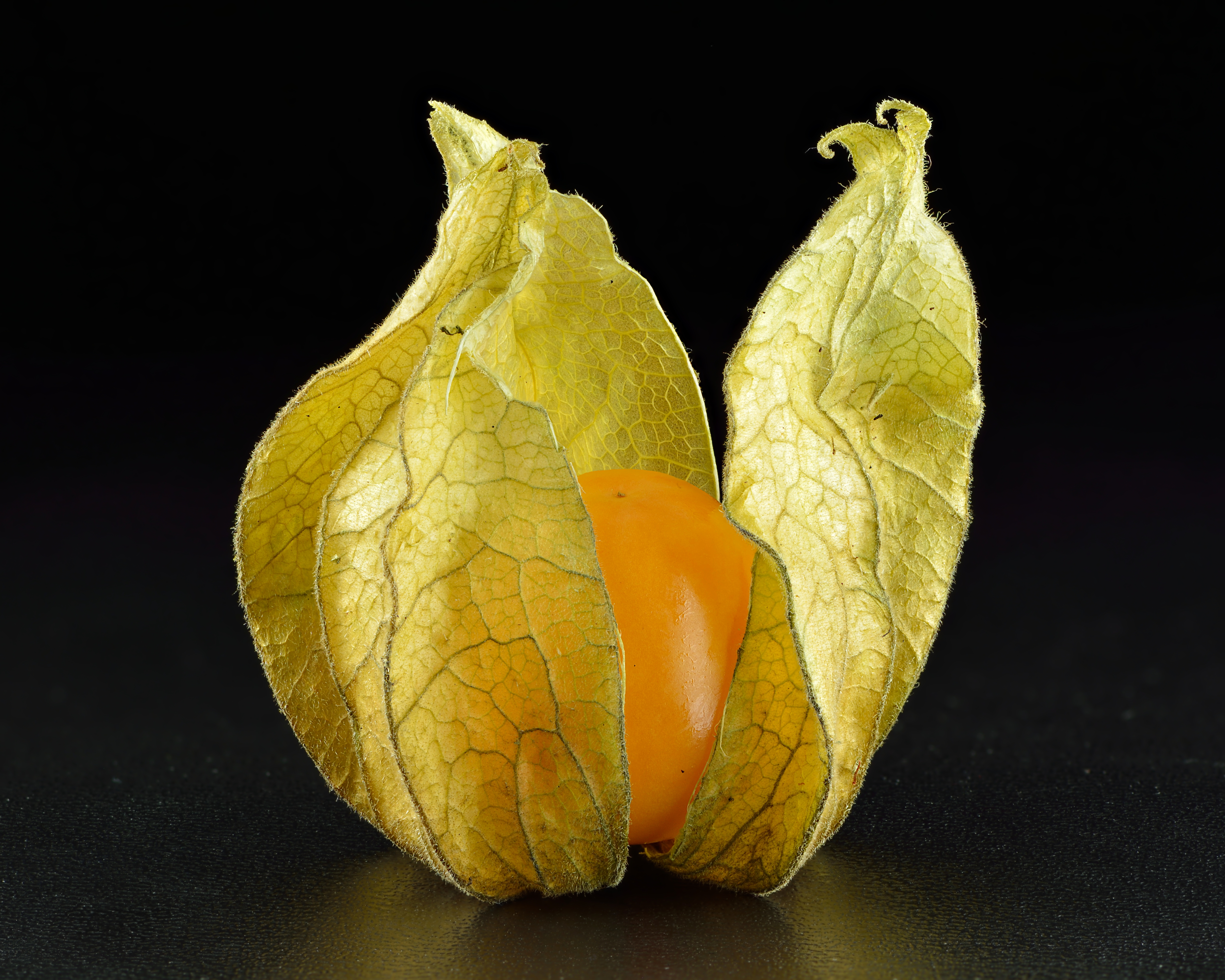
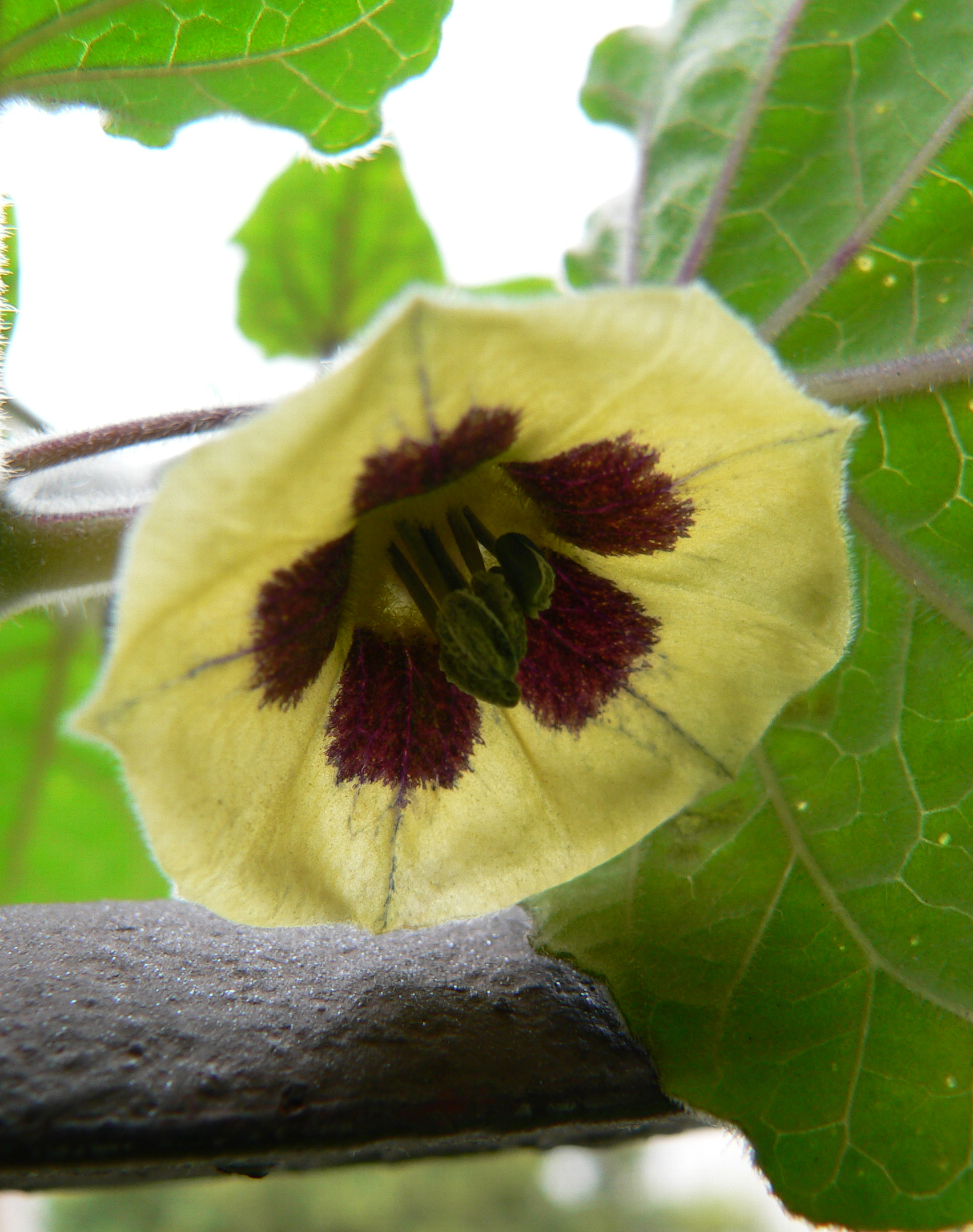
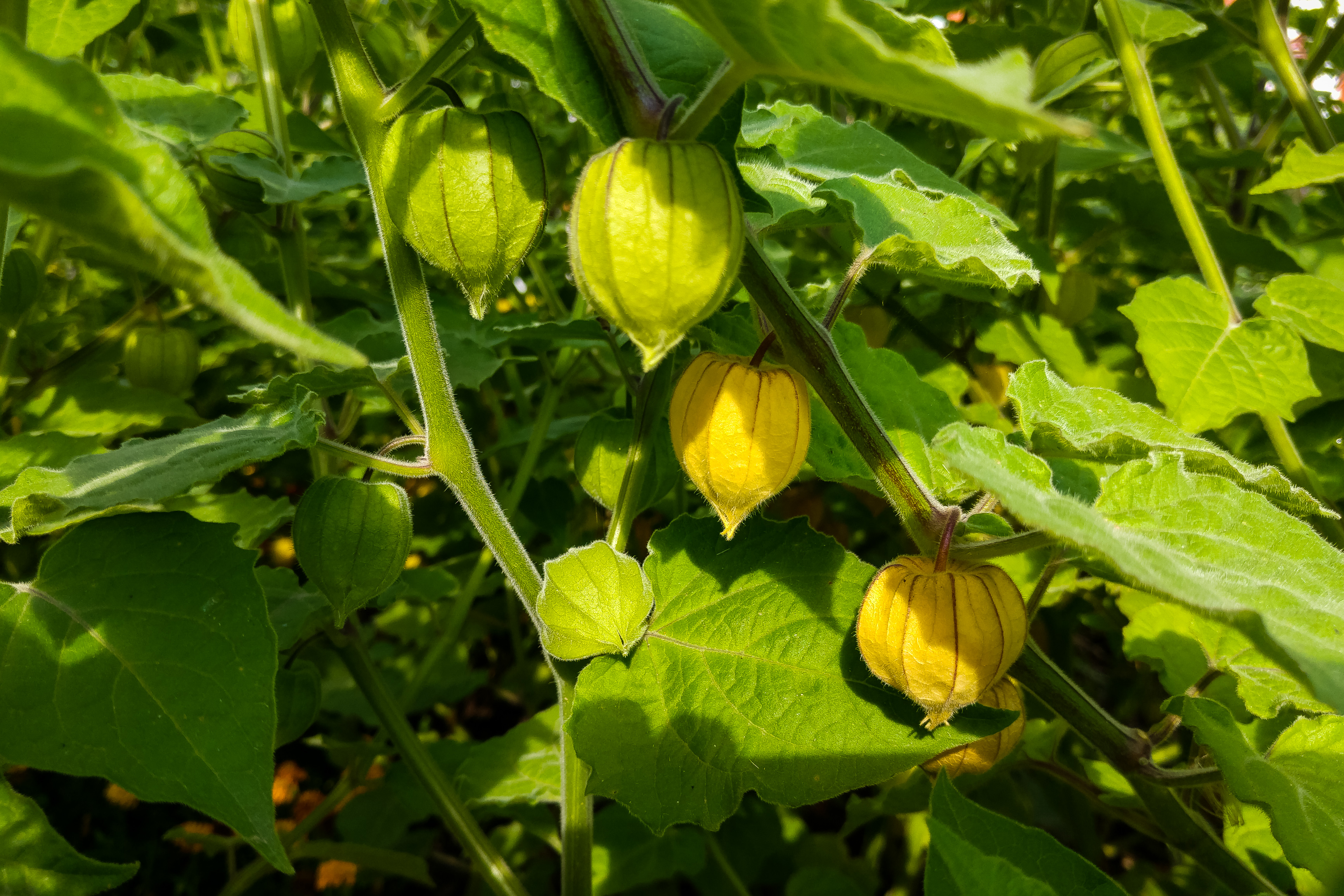
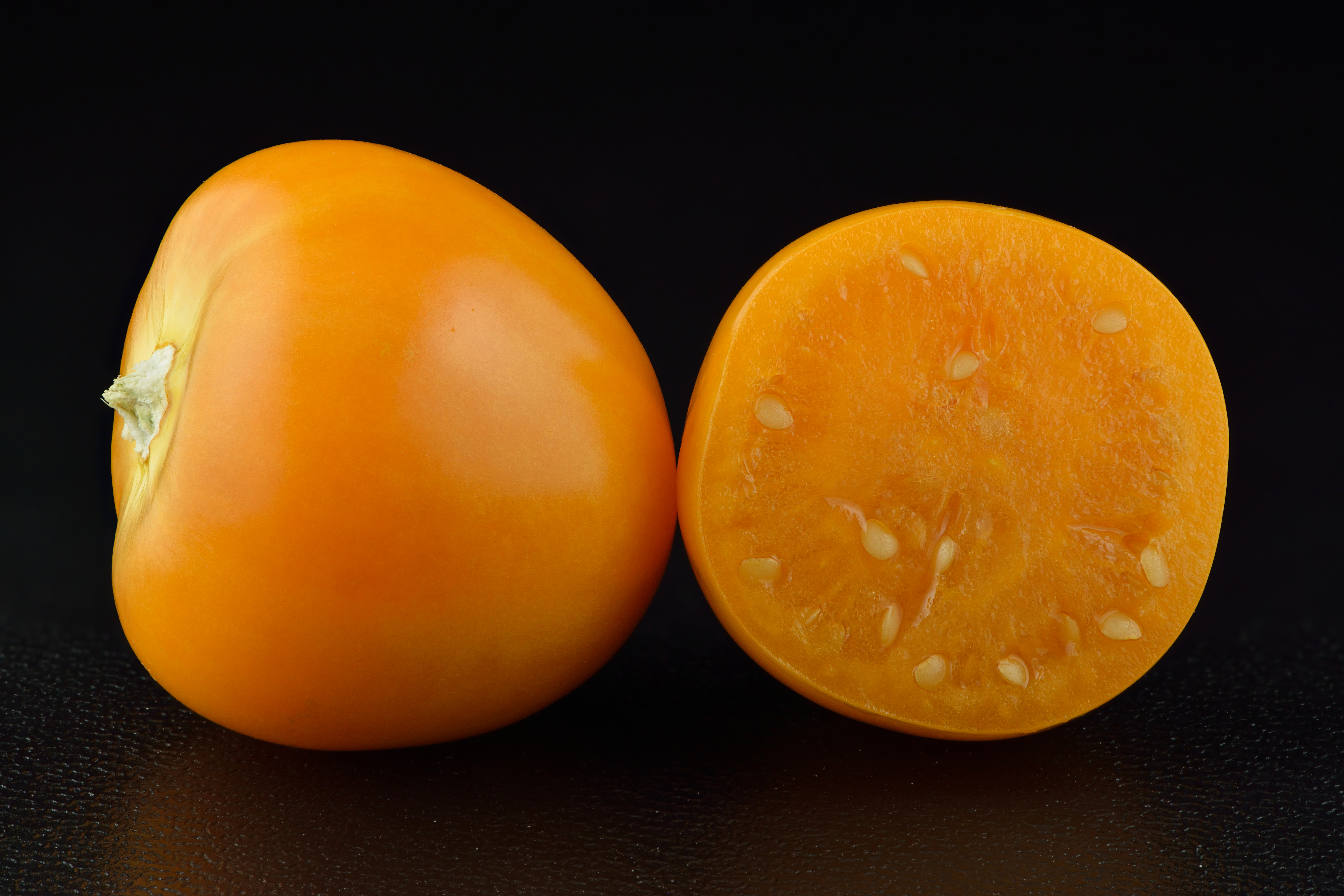
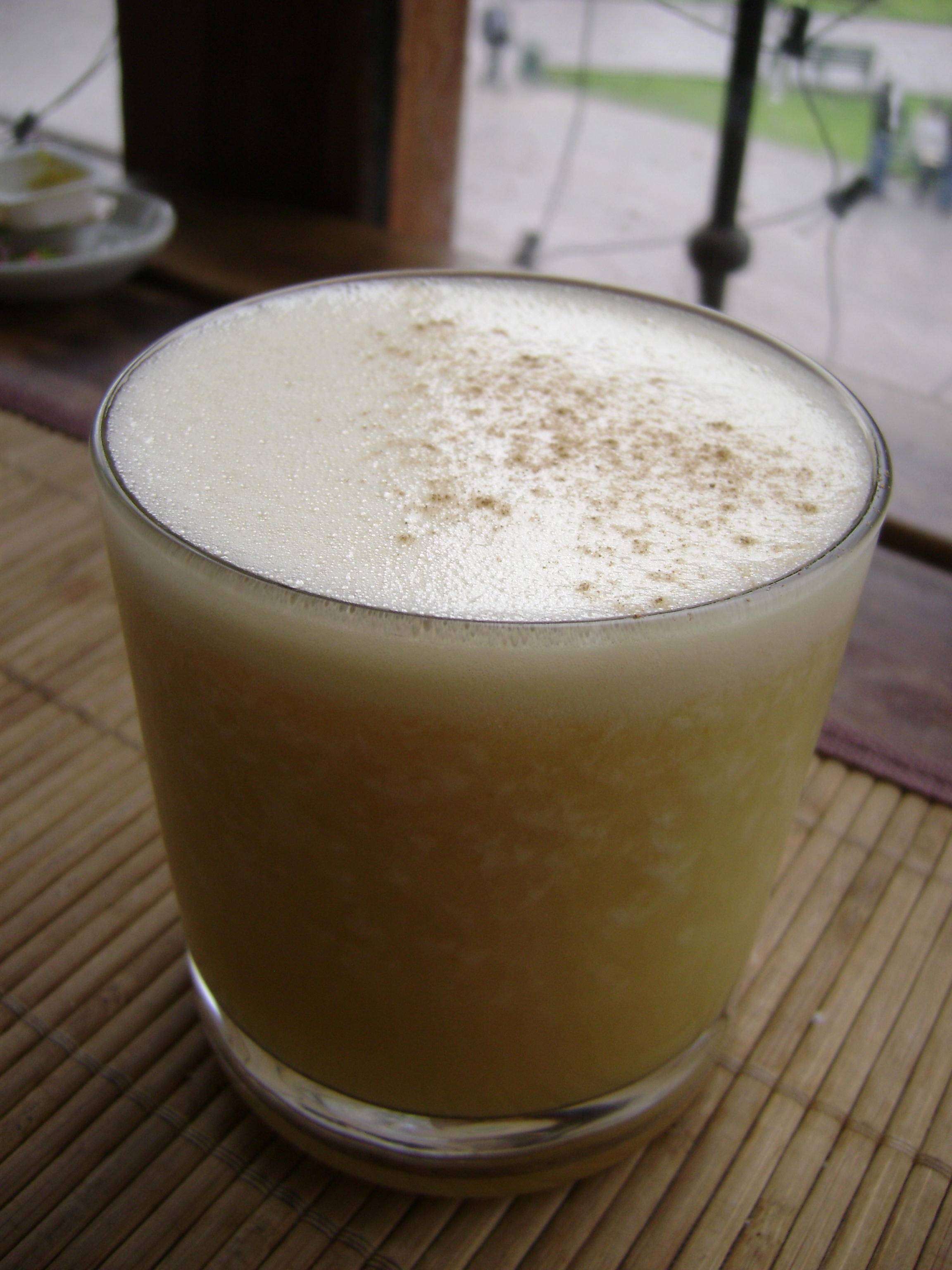

## Вирощування
З давніх-давен вирощувався народами чибча, особливо муїсками, а також народами кечуа і аймара. Рослина має тривалий вегетаційний період. В помірному кліматі вирощувати через розсаду (як томати). Розсаду висівають в лютому насінням, зрілість приходить у вересні.

## Застосування
Фізаліс перуанський знайшов широке застосування в народній медицині тих країн, де він природним чином виростає. При цьому використовують як самі ягоди (свіжі та сушені), так і сік з них. З висушених плодів готують настої і відвари, які мають жовчогінну, діуретичну, спазмолітичну, антисептичну та глистогінну дію.
Зрілі плоди вживають у свіжому вигляді. Також використовують для приготування варення, джемів, фруктових салатів, пудингів і коктейлів. Сік зі стиглих ягід за смаком дуже схожий на сік цитрусових культур (апельсиновий або грейпфрутовий). Ягоди мають протиастматичну і сечогінну дію.
Показаний при захворюваннях шлунково-кишкового тракту, органів сечостатевої та дихальної систем. Проведені вченими дослідження показали, що фізаліс перуанський має антиоксидантні та протизапальні властивості. У ньому містяться речовини (пектини), які проявляють протипухлинну активність, знижують вміст цукру і рівень холестерину в крові, виводять токсини, радіонукліди та солі важких металів. Регулярне вживання плодів зміцнює імунітет. У рослині також виявлений мелатонін, який запобігає старінню шкіри і сприяє профілактиці нейродегенеративних захворювань, характерних при старінні.
Незрілі плоди вживати в свіжому вигляді не можна, оскільки вони отруйні (містять фезелін і алкалоїди). Він містить речовини, які можуть викликати алергічні реакції, особливо у маленьких дітей. Фізаліс перуанський протипоказано при підвищеній кислотності шлункового соку, виразці шлунка і дванадцятипалої кишки.

## Розповсюдження
Батьківщиною рослини є гірські райони Перу, Чилі та Колумбії. Натепер широко культивується в Австралії, Білорусі, Індії, Китаї, Малайзії, в Південній Африці і деяких районах Центральної Африки, а також на Філіппінах, в Австралії й Новій Зеландії. Аматори-садівники вирощують її також в Україні.